# Platycheirus immarginatus
Platycheirus immarginatus là một loài ruồi trong họ Ruồi giả ong (Syrphidae). Loài này được Zetterstedt mô tả khoa học đầu tiên năm 1849. Platycheirus immarginatus phân bố ở vùng Cổ Bắc giới (Đan Mạch)